# Haricot tarbais
Pour les articles homonymes, voir Tarbais.
Le haricot tarbais est une production locale de haricots (Phaseolus vulgaris) du Sud-Ouest de la France. C'est un produit de terroir, dont l'aire de production s'étend principalement dans les Hautes-Pyrénées, mais aussi dans quelques communes du Gers, de la Haute-Garonne et des Pyrénées-Atlantiques. Consacré par le Label rouge depuis 1997 et l'IGP depuis 2000, sa spécificité est garantie par des cahiers des charges spécifiques.

## Histoire
Originaire du Nouveau Monde, le haricot traverse les Pyrénées et s'implante dans la plaine de Tarbes au début du XVIIIe siècle. Après avoir décliné dans les années 1950, la culture du haricot tarbais renaît en 1986.
Autrefois cultivé sur les hampes du maïs, le haricot tarbais est aujourd'hui produit sur des filets en plastique, bien que beaucoup de particuliers continuent de l'associer au maïs.

## Variétés
Dans les années 1990, 24 lignées de semence sont sélectionnées par l'INRA parmi l'ensemble des variétés cultivées dans les fermes du département. Une seule, la semence 'Alaric', est disponible au public et permet d'obtenir le label rouge.

## Zone de production
L'IGP délimite une zone de production centrée sur une vaste partie nord du département des Hautes-Pyrénées en fait élargie en ses marges. Sont ainsi également concernés certains cantons du Gers, des Pyrénées-Atlantiques et de la Haute-Garonne directement ou indirectement limitrophes.

## Grandes étapes de la production
Le sol est préparé au printemps en vue du semis qu'on réalise au milieu du printemps. Environ un mois après celui-ci, la plante se développant, le tuteurage sur filet peut progressivement s'opérer. Il est alors utile d'aérer le sol par buttage et binage afin de remédier aux passages répétés des engins agricoles. Tout au long de la culture, en fonction des observations, des résultats d'analyse, le producteur raisonne un certain nombre d'interventions : fertilisation, irrigation, lutte contre les nuisibles... Exclusivement manuelle, la récolte se fait en plusieurs passages, le haricot frais étant cueilli en gousses de la fin août à début septembre et le haricot sec étant quant à lui ramassé sur la plante du 20 septembre à la mi-novembre. Viennent ensuite, selon les nécessités, les étapes liées au séchage et à l'égrenage. Pour une meilleure qualité, un tri progressif s'opère avant le conditionnement.
Pour éliminer les haricots parasités par des insectes tels que la bruche du haricot (communément appelée charançon), on peut entreposer les grains destinés au semis au congélateur à -35 °C pendant 24 à 48 heures. Afin de ne pas provoquer de choc thermique, on les laissera ensuite la même durée au réfrigérateur entre 0 et 4 °C puis on pourra les conserver entre 10 et 20 °C jusqu'au semis.

## Spécificités qualitatives
Il s'agit d'un haricot blanc de grande taille, à la peau filante très fine. Il se caractérise aussi par une chair fondante et moelleuse, une texture délicate et non farineuse.

## Gastronomie

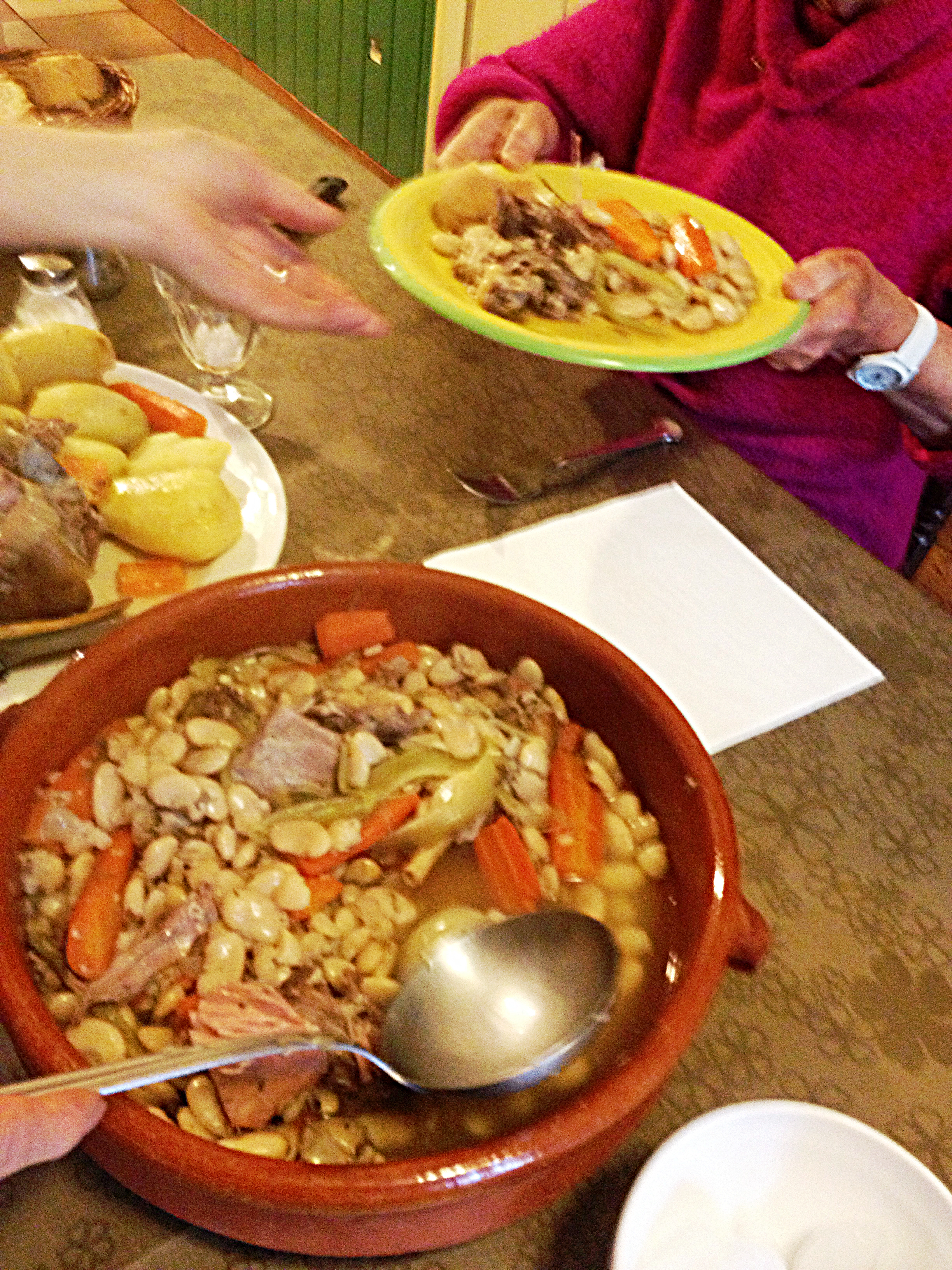
Cassoulet
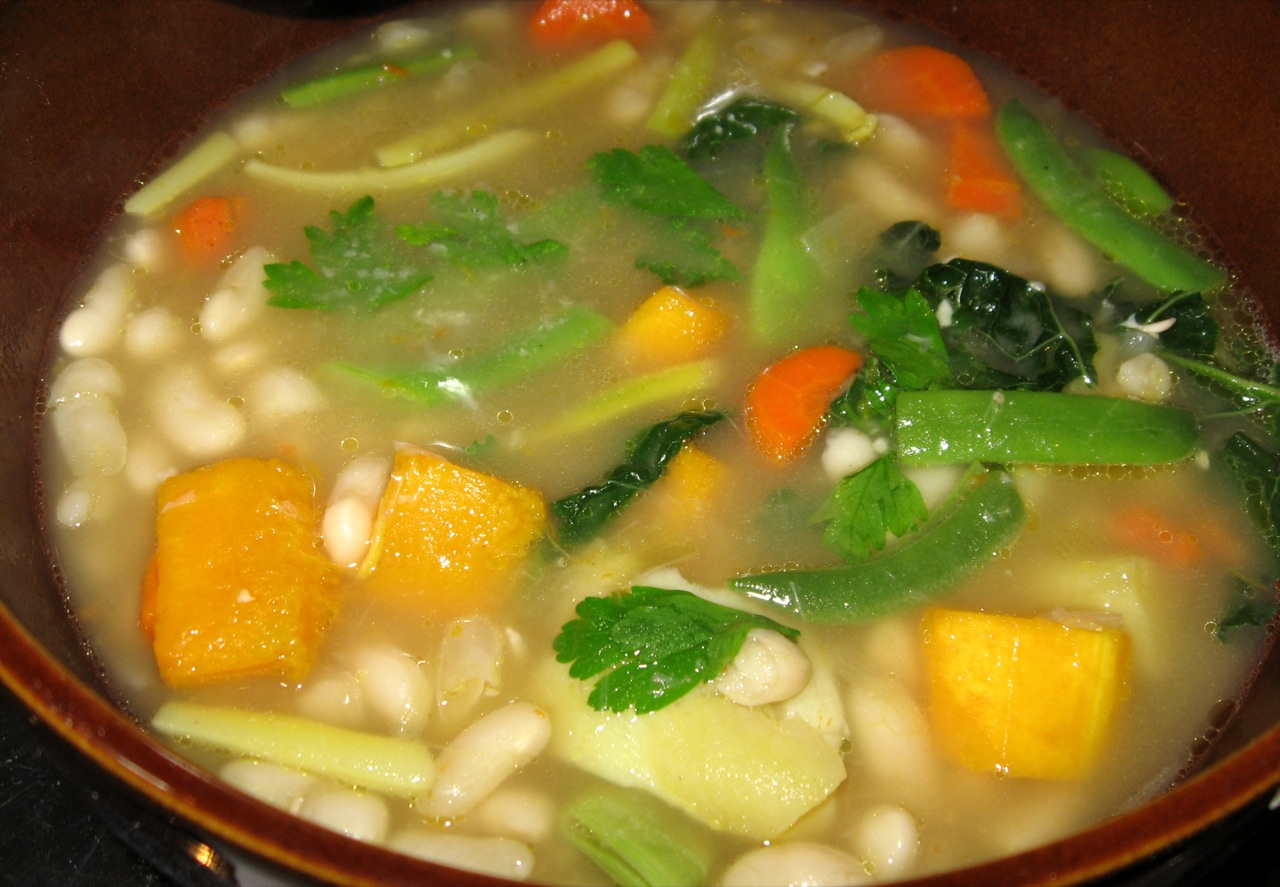
Garbure
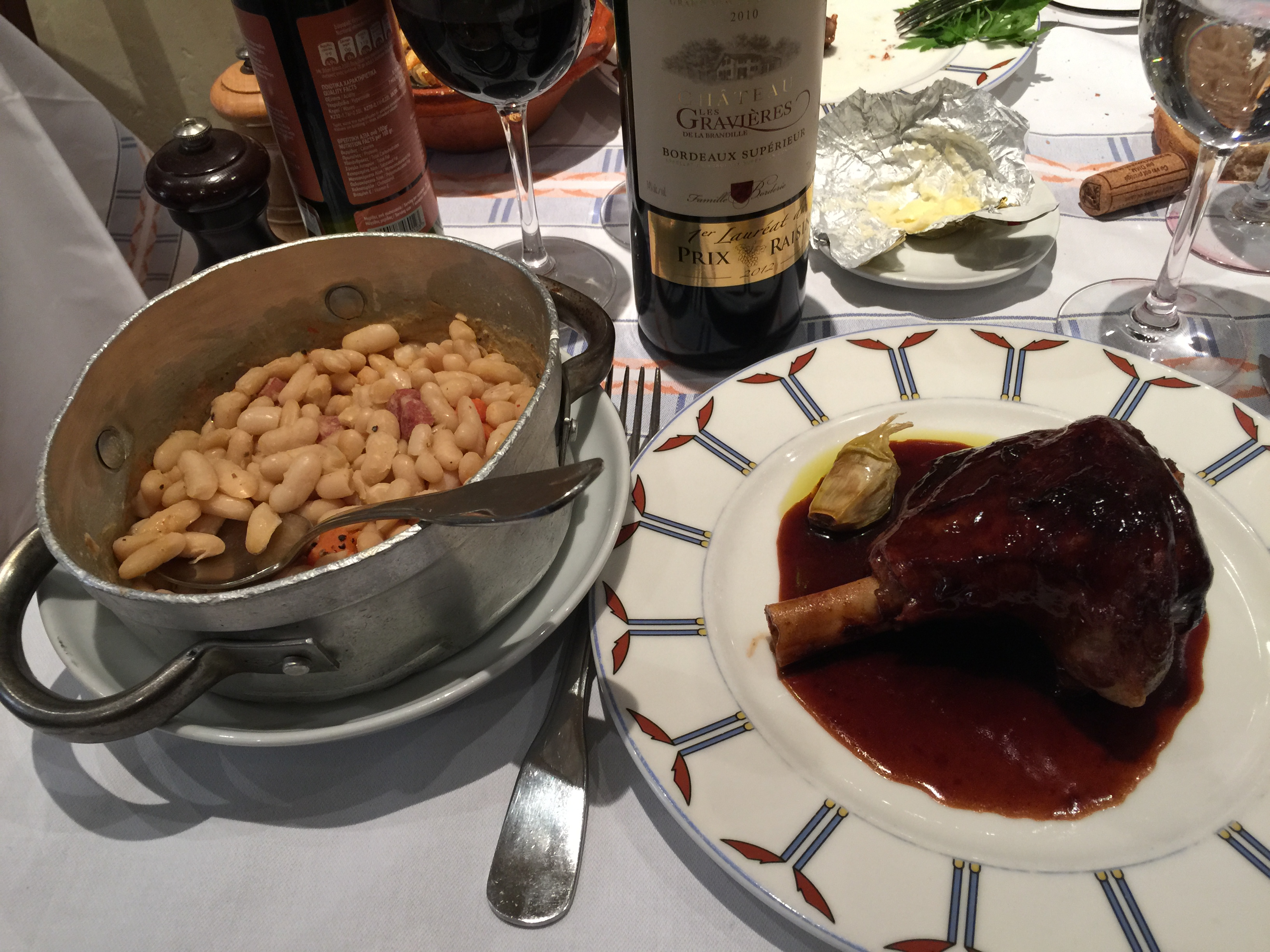
Agneau de Pauillac et haricots tarbais